# Josef Karel Matocha
Josef Karel Matocha (Pitín, 14 maggio 1888 – Olomouc, 2 novembre 1961) è stato un arcivescovo cattolico ceco.

## Biografia
Josef Karel Matocha nacque a Pitín il 14 maggio 1888.

### Formazione e ministero sacerdotale
Studiò filosofia e teologia a Olomouc e poi presso la Pontificia Università Gregoriana a Roma.
Il 15 agosto 1914 fu ordinato presbitero. Dopo la laurea in teologia e il dottorato di abilitazione all'insegnamento divenne professore di liceo a Bratislava nel 1919, nel 1921 professore alla facoltà di teologia di Nitra e nel 1924 professore ordinario di filosofia cristiana alla Facoltà teologica "Santi Cirillo e Metodio" di Olomouc.

### Ministero episcopale

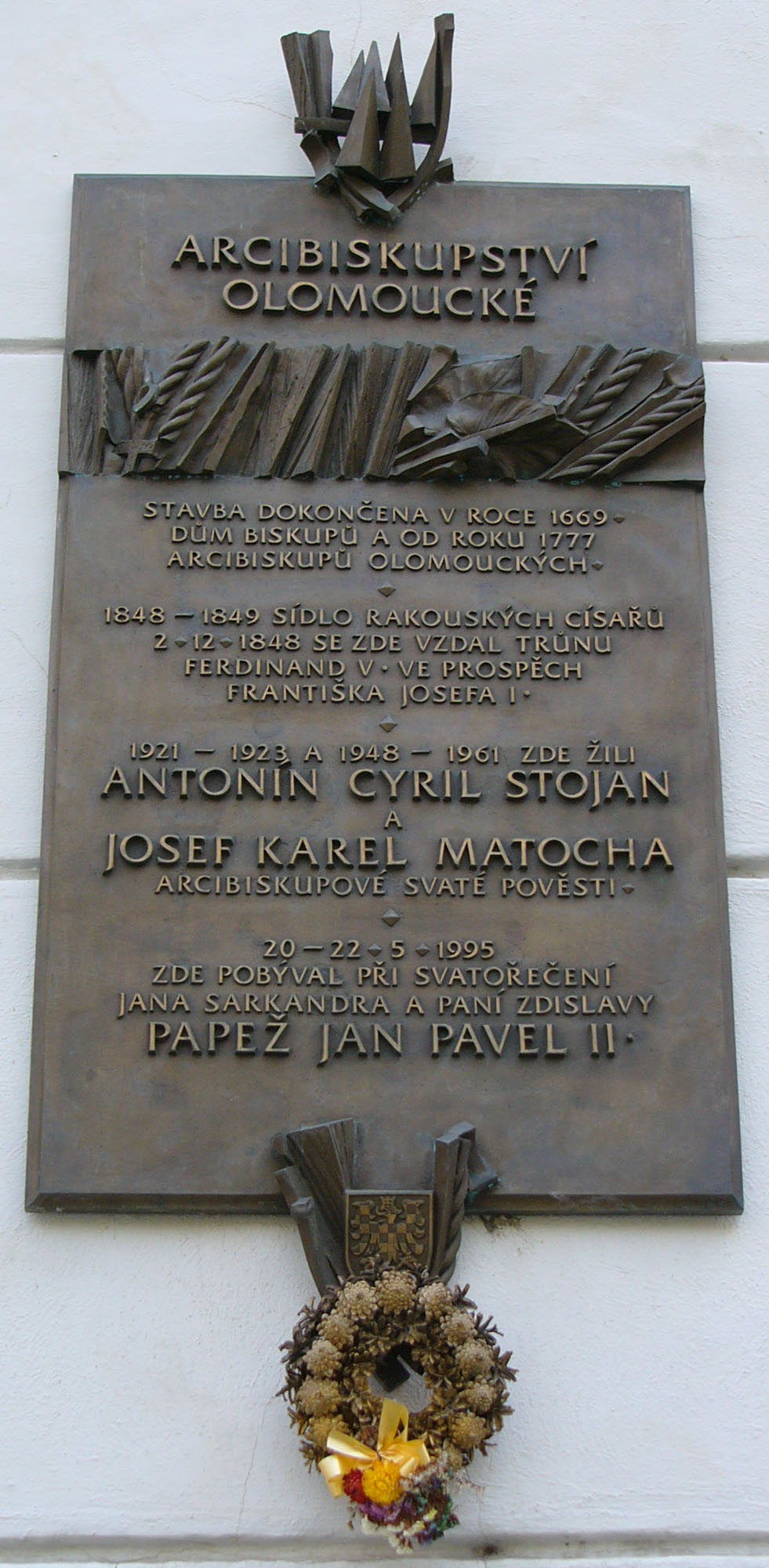
Targa commemorativa dello scultore Otmar Oliva posta sull'edificio dell'arcivescovado di Olomouc e dedicata ai vescovi Antonín Cyril Stojan e Josef Karel Matocha e alla visita di Giovanni Paolo II del maggio del 1995.

Il 23 marzo 1948 papa Pio XII lo nominò arcivescovo metropolita di Olomouc. Ricevette l'ordinazione episcopale il 2 maggio successivo dall'arcivescovo metropolita di Praga Josef Beran, co-consacranti l'amministratore apostolico di Košice Jozef Čársky e il vescovo ausiliare di Olomouc Stanislav Zela.
Dopo le elezioni politiche del 30 maggio 1948, nelle quali il Fronte Nazionale (Národný front Čechov a Slovákov) rappresentava l'unica lista candidata e che prese quindi la guida della nazione, i rapporti tra Stato e Chiesa si deteriorarono sempre più. Limitazioni e divieti sull'associazionismo cattolico e sulla libertà di stampa, uniti alla richiesta di esprimere pubblicamente la lealtà allo stato cecoslovacco, crearono una profonda spaccatura che culminò con la repressione e la soppressione degli istituti religiosi e l'arresto e la condanna di molti religiosi e sacerdoti.

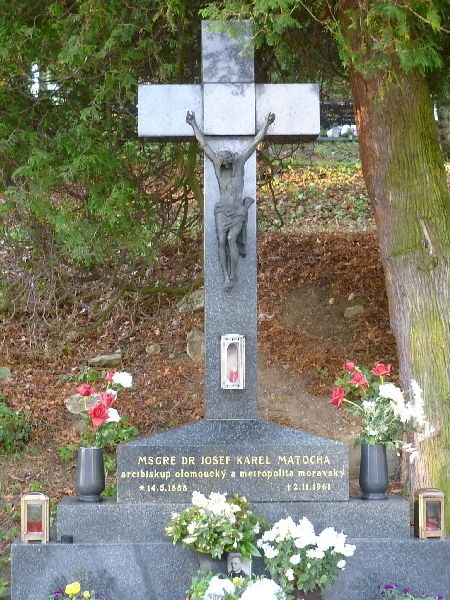
Tomba di monsignor Josef Karel Matocha nel cimitero di Pitín.

Il 14 agosto 1949, nel duomo di San Nicola a Trnava, durante una celebrazione liturgica non autorizzata dal governo comunista, alla quale parteciparono migliaia di fedeli, l'arcivescovo Matocha consacrò due nuovi vescovi: monsignor Ambróz Lazík e monsignor Robert Pobožný.
Nel settembre del 1949, l'arcivescovo, il secondo prelato per importanza nella gerarchia della Chiesa cecoslovacca dopo l'arcivescovo di Praga Josef Beran, venne arrestato con l'accusa di alto tradimento e condannato a dieci anni di prigione. Scontò la sua pena internato nella sua residenza, costantemente controllato dalla polizia e completamente isolato dal mondo esterno, senza la possibilità di ascoltare la radio o leggere i giornali. La colpa contestatagli era l'aver diffuso il decreto di scomunica emesso da papa Pio XII nei confronti dei cattolici iscritti ai partiti comunisti. In quegli stessi giorni, il 20 settembre, subì la stessa sorte il suo segretario, padre Theodor Funk, con l'accusa di aver diffuso istruzioni sull'applicazione del decreto di scomunica, emesso dal Vaticano, contro l'Azione Cattolica statale (Katolicka akce), fondata a Praga il 10 giugno 1949, voluta e promossa del governo centrale con a capo laici e sacerdoti vicini al regime.
Il 13 ottobre 1949 mentre era agli arresti domiciliari, l'arcivescovo ordinò segretamente vescovo František Tomášek, professore di pedagogia e catechesi alla facoltà teologica locale (che sarà poi cardinale e arcivescovo di Praga), il quale successivamente venne nominato dal papa vescovo ausiliare di Matocha, cosa resa pubblica attraverso un annuncio di Radio Vaticana qualche giorno dopo. Monsignor Matocha rimase segregato nella sua residenza ed esposto alle angherie dei carcerieri fino alla sua morte, il 2 novembre 1961. Il 6 novembre fu sepolto nel cimitero del suo paese natale. Le autorità comuniste non consentirono alla Santa Sede di nominare un successore e pertanto la sede rimase vacante fino al febbraio del 1973, quando papa Paolo VI chiamò a succedergli come amministratore apostolico Josef Vrana.
Nel 1999 fu insignito postumo della I classe dell'ordine di Tomáš Garrigue Masaryk la seconda più alta decorazione dopo quella dell'ordine del Leone bianco, conferita dal Presidente della Repubblica alle persone che hanno dato il loro contributo per lo sviluppo della democrazia e per il mantenimento dei diritti umani.

## Opere
- Problém osoby: [Filosof. úvaha]. I, Vývoj problému osoby v dějinách filosofe (1924)
- Bytnost milosti posvěcující (1925)
- Osoba v dějinném vývoji a významu (1929)
- Compendium philosophiae christianae (1940)

## Genealogia episcopale e successione apostolica
La genealogia episcopale è:
- Cardinale Scipione Rebiba
- Cardinale Giulio Antonio Santori
- Cardinale Girolamo Bernerio, O.P.
- Arcivescovo Galeazzo Sanvitale
- Cardinale Ludovico Ludovisi
- Cardinale Luigi Caetani
- Cardinale Ulderico Carpegna
- Cardinale Paluzzo Paluzzi Altieri degli Albertoni
- Papa Benedetto XIII
- Papa Benedetto XIV
- Papa Clemente XIII
- Cardinale Marcantonio Colonna
- Cardinale Giacinto Sigismondo Gerdil, B.
- Cardinale Giulio Maria della Somaglia
- Cardinale Carlo Odescalchi, S.I.
- Cardinale Costantino Patrizi Naro
- Cardinale Lucido Maria Parocchi
- Papa Pio X
- Papa Benedetto XV
- Papa Pio XII
- Arcivescovo Saverio Ritter
- Cardinale Josef Beran
- Arcivescovo Josef Karel Matocha

La successione apostolica è:
- Vescovo Ambróz Lazík (1949)
- Vescovo Robert Pobožný (1949)
- Cardinale František Tomášek (1949)